# Липняговы
Липняговы — дворянский род.
Подполковник Прохор Липнягов пожалован в дворянское достоинство 9.11.1792.
Рязанский дворянский род основан рязанским помещиком, подпоручиком Алексеем Ивановичем Липняговым (1762—1819), который 22.01.1803 по своему чину внесён во II ч. родословной книги Рязанской губ.

## Описание герба
Щит разделён диагонально чертой с правого нижнего угла к левому верхнему. В верхней части, в голубом поле, изображены две крестообразно положенные золотые шпаги концами вверх; в нижней части, в серебряном поле, — дерево липа натурального цвета.
Щит увенчан обыкновенным дворянским шлемом со страусовыми перьями. Намёт на щите голубой, подложенный серебром. Герб Липнягова внесён в Часть 1 Общего гербовника дворянских родов Всероссийской империи, стр. 135.